# Tilly Evans
Matilda "Tilly" Evans, es un personaje ficticio de la serie de televisión británica Hollyoaks, interpretado por la actriz Lucy Dixon desde agosto del 21 de junio de 2011 hasta el 3 de enero de 2014.

## Biografía
Tilly aparece por primera vez cuando se topa con Esther Bloom en Abersoch ambas comienzan una breve relación pero luego terminan cuando Tilly le dice a Esther que no pueden tener una relación a larga distancia ya que piensa en mudarse a Londres para comenzar su sexto curso, sin embargo cuando Tilly llega a Hollyoaks en septiembre se reencuentra con Esther pero decide no continuar el romance. Poco después se hace amiga de Jasmine "Jason" Costello y lo apoya en su transición  cuando Jason le dice que quiere obtener bloqueadores hormonales. 
Después de estar bajo presión con los estudios y no obtener los grados que quería Tilly va a divertirse a un bar gay donde se topa con Esther y la besa pero Esther se molesta y la acusa de usarla Tilly se disculpa y ambas se hacen amigas nuevamente.
Más tarde Tilly conoce a Jen Gilore cuando esta critica su arte en un a exhibición en el Café ambas van a la playa a ver unas estatuas y terminan besándose y Tilly le dice que estudia en el HCC sin saber que Jen ha obtenido un trabajo como maestra ahí, cuando Tilly se da cuenta de que Jen es su maestra intenta esconderse en un cuarto sin embargo queda encerrada y luego un incendio comienza, cuando es rescatada Jen la lleva al hospital donde Tilly se recupera, poco después cuando Jen dibuja a Tilly casi se besan pero Jen le dice que no puede arriesgar su trabajo por salir con una estudiante y deciden ser amigas.
Finalmente Tilly decide irse de Hollyoaks a principios de enero del 2013 después de que decidiera mudarse con Chloe.